# Bäckfräne
Bäckfräne (Rorippa microphylla eller Nasturtium microphyllum) är en växtart i familjen korsblommiga växter.